# Mister Nokaut
Mister Nokaut (Мистер Нокаут) è un film del 2022 diretto da Artёm Michalkov.

## Trama
Il film racconta la vita e la carriera del famoso pugile sovietico Valerij Popenčenko.

## Personages
- Viktor Chorinjak: Valerij Popenčenko
- Andrey Titchenko: Valerij da bambino
- Oleg Čugunov: Valerij da adolescente
- Sergej Bezrukov: Grigorij Kusikjants, l’allenatore
- Angelina Strečina: Tanya
- Inga Oboldina: Evgenia, madre di Tanya
- Evgenija Dmitrieva: Rufina, madre di Valerij
- Igor Savochkin: Vladimir, padre di Valerij
- Vladimir Steržakov: Presidente della Federazione Pugilistica Sovietica
- Nikita Zverev: Jurij Vlasov
- Shirin Abdullaeva: Asmira